# Janet Murray
Janet Murray (Geboren op 8 juni 1946 in New York) is 'professor of interactive fiction writing' aan het MIT in Boston en schrijfster van Hamlet on the Holodeck: The Future of Narrative in Cyberspace. Hoofdthema in haar werk is in welke mate de computer en het internet een nieuwe manier van verhalen vertellen mogelijk zal maken.